# セミドライ加工
セミドライ加工（セミドライかこう）とは、大量の切削油に代わり、ごく少量の油剤を加工点に塗布して金属などの加工を行う方法をいう。油剤を使用しない方法をドライ加工ということから、ドライ加工に準じた加工という意味でそのように呼ばれている。
セミドライ加工は、別名MQL加工とも呼ばれる。Minimum Quantity Lubrication の略で、海外では、NDM (Near Dry Machining) ともいう。

## 歴史
近年、超硬工具や数値制御工作機械が普及し、加工が高速化したため、発熱防止と切り屑のフラッシングの目的で、加工液を高圧で大量にかけるようになった。しかし、この加工液を循環させるためのモーターの電力増や廃油の発生、工場の汚れが問題となり、1990年代に微量の加工油または加工液を使用しない加工方法（ドライ加工）が研究された。
MQL加工は、ごく微量の加工油を圧縮エアーとともに加工点に吹きつけて金属加工を行う方法である。MQLの油剤消費量は1時間当たり2～200 mlであり、ドライ加工に匹敵する微量の油剤で加工を行うものである。

## 方法
ノズルで工具の外部からミストを塗布する方法と、マシニングセンタやNC旋盤に対応できるよう機械内部からミストを工具先端に送り込む方法がある。基本的にノズルからミストが噴射されるが、ミスト液をミストラインに供給させる方法は各社多種多様である。
霧吹きタイプ負圧を利用しミスト液を吸入してノズルでミストにする。
ルブリケータタイプミスト液タンクに加圧し圧力差でミスト液をミストラインに供給する。
定量ポンプ方式市販ダイア（ダイヤ）フラムポンプでミスト液を汲み上げミストラインに供給する。
油剤は潤滑性が高く生分解性がある植物油や合成エステルを使用する場合が多い。

## 長所と短所
- 長所
  - 環境負荷低減（省エネ、廃油が出ない）
  - 工具寿命の延長などの生産性の向上
  - 自動車部品に典型的なプレス後のニアネットとの相性がよい。
- 短所
  - 加工時間が長く熱発生の大きな加工に対しては、微量の油剤では冷却効果がない。
  - 加工熱によりワークの熱膨張で大型部品などは寸法精度が確保しにくい。

## 日本の製造者 (五十音順)
- クール・テック
- 黒田精工
- サンテクノ
- 大同メタル工業
- TACO
- 田中インポートグループ
- 日本エスケイエフ株式会社
- 日本スピードショア
- フジBC技研